# Ashington Range
Ashington Range är ett berg i Kanada.   Det ligger i Regional District of Kitimat-Stikine och provinsen British Columbia, i den sydvästra delen av landet, 3 900 km väster om huvudstaden Ottawa. Toppen på Ashington Range är 1 219 meter över havet.
Terrängen runt Ashington Range är varierad. Trakten runt Ashington Range är nära nog obefolkad, med mindre än två invånare per kvadratkilometer.. Närmaste större samhälle är Gingolx, 18,1 km söder om Ashington Range. 
Trakten runt Ashington Range består i huvudsak av gräsmarker.